# Monaco világörökségi helyszínei
Monaco területéről eddig egy helyszín sem került fel a világörökségi listára, egy helyszín a javaslati listán várakozik felvételre. 
| Megnevezés                                                             | Kép | Típus      | Kritérium | Év   | Link |
| ---------------------------------------------------------------------- | --- | ---------- | --------- | ---- | ---- |
| A mediterrán Alpok Franciaország, Monaco és Olaszország közös jelölése |     | Természeti | VIII      | 2017 | 6181 |